# Papuopsia striata
Papuopsia striata är en stekelart som beskrevs av Sureshan 2005. Papuopsia striata ingår i släktet Papuopsia och familjen puppglanssteklar.
Artens utbredningsområde är Sri Lanka. Inga underarter finns listade i Catalogue of Life.